# ケープコーラル (フロリダ州)
ケープコーラル（英: Cape Coral、発音：[ˈkɒrəl]）は、アメリカ合衆国フロリダ州南部リー郡の都市である。人口は19万4016人（2020年）で2010年の15万4305人から大幅に増加した。州内では人口で9番目、面積で2番目に大きな都市である。

## 歴史
ケープコーラルの町は1957年に設立された。不動産開発業者レナードとジャックのローゼン兄弟がレッドフィッシュ・ポイントと呼ばれた267km²の土地を購入し、「不思議な水の国」と呼ぶマスタープランに基づき区画整理された都市として開発を始めた。市内には総延長640km以上の航行可能な水路があり、地球上のどの都市よりも運河の多い都市になっている。
この「不思議な水の国」を開発するためにガルフ・アメリカン社が設立された。1958年から数年間で運河が掘られ、住宅が建てられて街が造られた。ケープコーラルの開発はフロリダ州の他の都市とは異なる様相を取った。地元の人からは「ザ・ケープ」と呼ばれたこの町の良さを売り込むために有名人が呼ばれた。最初に建てられた建物はローゼン兄弟の会社の本社であり、コロナード・パークウェイとケープコーラル・パークウェイの角にあった。最初の恒久的な住人はローゼン兄弟の支配人ケニー・シュワルツだった。1958年5月、リバーサイド・ドライブとフラミンゴ・ドライブの角に最初の4軒の家屋が完成した。
1950年代の残りと1960年代初期を通じて、ケープコーラル・パークウェイの南にあるレッドフィッシュ・ポイントで、大半の開発が続いた。1963年までに人口は2,850人となり、1,300の建物が完工または建築中だった。公共ヨットクラブ、ゴルフコース、医院およびショッピングセンターが営業を始めた。ケープコーラルにとって大きな転機はカルーザハッチー川を跨ぐ延長1,000mのケープコーラル橋が1964年初期に完成したことだった。この橋ができるまで、フォートマイヤーズに行くにはデル・ペドロ・ブールバードとエディソン橋を通って32km以上の距離を動く必要があった。
ケープコーラルは1979年8月に市制をしいた。市域面積は311km²あり、2009年以降は州内で2番目に大きな都市になった。人口は増加を続け、2020年には19万4016人に達した。ケープコーラル・フォートマイヤーズ都市圏の人口は約76万人となっている。
初期のケープコーラル市は退職後の住人が多い地域社会として知られていた。これが1990年代の人口流入と建設ブームで変化し、若い家族や専門家層が入ってきた。人口の20％は季節を限った住人である。今日、幹線道路沿いには幅広い範囲の様々な事業、小売業、およびレストランなどがある近代都市になっている。幹線道路はケープコーラル・パークウェイ、デル・ペドロ・ブールバード、サンタバーバラ・ブールバードおよびパインアイランド道路である。

## 地理と気候
ケープコーラルは北緯26度38分23秒 西経81度58分57秒 / 北緯26.63972度 西経81.98250度に位置する。アメリカ合衆国国勢調査局による報告では、市域全面積は311km² で、州内ではジャクソンビルに次ぐ大きさとなっている。このうち陸地が285.1km²であり、水域は2.4km²、水域率は9%である。
ケープコーラル市は大きな半島になっており、南と東にはカルーザハッチー川、西にはマトラチャ海峡で仕切られている。カルーザハッチー川の南岸にはフォートマイヤーズ市があり、西のマトラチャ海峡の対岸はマトラシェイとパインアイランドがある。マトラシェイ海峡にはマトラシェイ海峡国立野生生物保護区と州立マトラシェイ海峡水生生物保護区がある。

### 運河
市内には総延長640km以上の航行可能な水路があり、地球上のどの都市よりも運河の多い都市になっている。この運河の大半は航行可能であり、その幾つかはメキシコ湾に通じている。この運河系は広範にわたっているので、土地の生態系や潮汐も影響を受けている。

### 気候
アメリカ海洋大気局はケープコーラルを亜熱帯気候に区分している。この地域は平均して年355日の日照があるが、年145日の降水もある。夏は大変暑く、湿潤で雨が多い。冬は乾燥し温暖である。年間1,372mmの降水があり、その大半は5月から9月の間に降る。夏の間の午後の雨は激しいが短時間である。毎年公式には6月1日に始まり11月まで続くハリケーンのシーズンは大きな影響を受けている。
| ケープコーラルの気候                 | ケープコーラルの気候 | ケープコーラルの気候 | ケープコーラルの気候 | ケープコーラルの気候 | ケープコーラルの気候 | ケープコーラルの気候 | ケープコーラルの気候 | ケープコーラルの気候 | ケープコーラルの気候 | ケープコーラルの気候 | ケープコーラルの気候 | ケープコーラルの気候 | ケープコーラルの気候 |
| 月                                   | 1月                  | 2月                  | 3月                  | 4月                  | 5月                  | 6月                  | 7月                  | 8月                  | 9月                  | 10月                 | 11月                 | 12月                 | 年                   |
| ------------------------------------ | -------------------- | -------------------- | -------------------- | -------------------- | -------------------- | -------------------- | -------------------- | -------------------- | -------------------- | -------------------- | -------------------- | -------------------- | -------------------- |
| 平均最高気温 °C （°F）               | 24 (75)              | 25 (77)              | 27 (80)              | 29 (85)              | 32 (89)              | 33 (91)              | 33 (92)              | 33 (92)              | 32 (90)              | 30 (86)              | 27 (81)              | 25 (77)              | 29.2 (84.6)          |
| 平均最低気温 °C （°F）               | 12 (54)              | 13 (55)              | 15 (59)              | 17 (63)              | 20 (68)              | 23 (73)              | 23 (74)              | 23 (74)              | 23 (74)              | 21 (69)              | 17 (62)              | 13 (56)              | 18.3 (65.1)          |
| 降水量 mm （inch）                   | 56 (2.2)             | 53 (2.1)             | 69 (2.7)             | 43 (1.7)             | 86 (3.4)             | 249 (9.8)            | 229 (9.0)            | 241 (9.5)            | 201 (7.9)            | 66 (2.6)             | 43 (1.7)             | 41 (1.6)             | 1,377 (54.2)         |
| 出典：The Weather Channel 2008-12-03 |                      |                      |                      |                      |                      |                      |                      |                      |                      |                      |                      |                      |                      |

## 人口動態
ケープコーラル市はタンパからマイアミにかけての間では最も人口の多い都市であり、州内では第9位になっている。人口の60％以上が15歳から64歳までの年齢であり、25歳以下の人口が65歳以上の人口を上回っている。フロリダ州南西部の18歳から24歳の人口は州内や国内と比べて大きな成長速度で増加している。
以下は2009年の推計データである。
| 基礎データ - 人口: 162,852人 - 人口密度: 571人/km2（1,479人/mi2） - 住居数: 51,642軒 - 住居密度: 167.6軒/km2（434.0/mi2） 人種別人口構成 - 白人: 88.3% - アフリカン・アメリカン: 3.7% - ネイティブ・アメリカン: 0.3% - アジア人または太平洋諸島系: 1.3% - その他の人種: 4.1% - 混血: 2.3% - ヒスパニック・ラテン系: 14.1% 年齢別人口構成 - 18歳未満: 21.9% - 18-24歳: 7.4% - 25-44歳: 23.8% - 45-64歳: 29.0% - 65歳以上: 17.9% - 年齢の中央値: 42.7歳 | 世帯と家族（対世帯数） - 18歳未満の子供がいる: 29.5% - 平均構成人数 - 世帯: 2.51人 - 家族: 2.89人 収入と家計 - 収入の中央値 - 世帯: 56,051 米ドル - 人口1人あたり収入: 26,758米ドル - 貧困線以下 - 対人口: 7.0% - 対家族数: 7.8% - 18歳未満: 9.2% - 65歳以上: 5.6% |

2014年の人口動態予測は、人口203,500人、世帯数80.598、家族数58,060となっている。

## 政治
ケープコーラル市は市政委員会・シティマネジャー方式を採用している。市政委員は7つの選挙区から選ばれている。市長は市全体から選ばれ、市政委員会の一員である。市長が市政委員会を主宰する。市内には警察署と消防署がある。

## インフラ

### 交通

#### 道路
州間高速道路75号線が市内から16km以内の区間を通っており、北のタンパと州中西部、名西部のマイアミやフォートローダーデールとを繋いでいる。東の市境はアメリカ国道41号線である。アメリカ国道41号線と州間高速道路75号線を繋ぐのがフロリダ州道78号線（パインアイランド道路）である。市内は幹線道路網が造られている。道路総延長は1,760 kmとなっている。概して南北方向の道路は1.6 kmまたは3.2km毎に間隔を空けて配置され、その大半は少なくとも4車線である。

#### 橋
ケープコーラルとフォートマイヤーズの間には2つの橋がある。1つは橋長1,000mのケープコーラル橋であり、ケープコーラル・パークウェイとフォートマイヤーズのカレッジ・パークウェイとを繋いでいる。もう1つのミッドポイント記念橋はベテランズ・パークウェイとコロニアル・ブルールバードとを繋いでいる。ケープコーラルの直ぐ東では、その他にも多くの橋がカルーザハッチー川に架かっている。

#### 公共交通
ケープコーラルの公共交通はリートランが運営している。これは市内の6路線を含め18の路線のバス便である。路線による違いはあるが、月曜から土曜日の午前5時から午後9時45分まで走っている。
市内には鉄道が無い。都市間バス便は隣接するフォートマイヤーズからアムトラックやグレイハウンドの便を利用できる。

#### 空港
サウスウエスト・フロリダ国際空港までは22kmの位置にある。この空港は毎年1000万人の利用がある。2005年にミッドフィールド・ターミナル複合施設がオープンし、コンコース3本とゲート28か所となった。
サウスウエスト・フロリダ国際空港以外には、ケープコーラルから13kmのフォートマイヤーズ市内に一般用途空港のページ・フィールドがある。16km北のパンタゴルダにはシャーロット郡空港もある。

### 病院
救急医療と外傷治療はケープコーラル病院が担当している。

### 公共事業
ケープコーラル市は上下水道システムを運営している。水道、灌漑水および下水道を拡張する計画が進行中である。半塩水の地下水から塩分や不純物を取り除く逆浸透膜プラントで上水を製造している。下水は集められて、地元では「救出水」と呼ばれる再生水を創り出す高度処理が行われている。再生水は二重水道管によって市内に配水され灌漑に使用されている。また再生水はカルーザハッチー川にも放流できる。
電力は非営利電力配給会社のLCECが送電している。市内の限られた地域にはTECOエナジー社が天然ガスを供給している。
センチュリーリンクとコムキャスト・ケーブルが通信インフラを提供している。テレコム社が市内に光通信システムを構築した。ある分析では州内の大都市よりも数倍ブロードバンド容量を持っているとのことである。市内中心部では残存可能な地下光ファイバー接続装置が配置されている。2003年に排他的公共安全性のためにFCCが承認した新しい4.9GHzプレ・ワイマックス無線チャンネルを採用したことではフロリダ州初のことになった。

## 経済
ケープコーラルの経済は地元政府の公共事業、健康管理、小売業および不動産業と建設業に支えられている。市経済開発局は市内に移転する事業を優遇している。2009年、市内の大手雇用主はリー郡教育学区、市役所、パブリック・スーパーマーケッツ、ケープコーラル病院、およびウォルマートである。

### 不動産
フロリダ州の多くの地域社会と同様、ケープコーラルでは2000年代に不動産ブームが起こり、2006年に始まる不動産不況の影響が激しかった。リアリティトラックに拠れば、2009年4月23日時点のアメリカの都市で担保権執行が多い25都市の3位になっている。この担保権執行で不動産価格は長年経験したことのないようなレベルまで急速に下降した。2009年後半、新築住宅は8万ドル以下で購入できている。

## 教育
ケープコーラルは高い達成度水準を上げる公共と私立の学校群を拡張し続けてきた。リー郡教育委員会が運営するリー郡教育学区内に入っている。2009年時点で小学校8校、中学校6校、高校4校を運営している。
公立高校は1970年代設立のケープコーラル高校、1987年開校のマリナー高校、2004年に設立されケープコーラルの初期校長に因んだアイダ・S・ベイカー高校、および2008年度に開校したアイランドコースト高校の4校である。
また小学校2校、中学校と高校各1校からなる市営チャーター・スクール体系も創出した。このチャーター・スクールはコア・ナリッジ・アンド・ケンブリッジ・カリキュラムを使用している。この体系が公になってから授業料が無い。市内に居住する子供達のみが利用できる。
エディソン州立カレッジの主キャンパスがケープコーラルの直ぐ南フォートマイヤーズ市内にある。ここでは準学士および学士号を授与し、協同医療プログラム、コンピュータ・ネットワーキングとプログラミング、経営管理、弁護士補助員、刑事司法と火災科学に関する職業訓練を行っている。4つのキャンパスで16,000人以上の学生が学んでいる。
フロリダ州で最新の大学であるフロリダ・ガルフコースト大学が1997年にフォートマイヤーズで開校し、11,000人以上の学生を教育している。この大学はケープコーラル衛星教室を備え、ケープコーラルの学生に中核コースを提供するようになっている。エグゼクティブ・マスターのプログラム、経営、工学およびバイオテクノロジーを含め学士号と修士号を授与している。
その他この地域にあるカレッジや大学としては、ホッジス大学、南西フロリダ・カレッジおよびラスムッセン・カレッジがある。
市内には、リー郡公共教育体系が運営する中等後教育機関であるハイテク・ノースがある。ここでは医療、コンピュータおよび食物科学分野での職業訓練を行っている。市内に事務所を構えるリー郡事業産業局を通じて、現地・現地外双方の雇用主指定訓練も可能である。

## 文化とレクリエーション
市内にはカルーザハッチー川沿い公営ヨット・ベースン・アンド・クラブに砂浜や釣り桟橋がある。広大なサンスプラッシュ水上公園や、30のレクリエーション公園、7のゴルフコースもある。近くのサニベル島やフォートマイヤーズ・ビーチにはメキシコ湾の様々な海岸もある。鳥類愛好家には広い種類の自然種がいる場所としても知られ、アナフクロウの生息数では州内最大である。
ケープコーラルには総延長640kmの運河網があり、多くの住人が水に接して住み、幅広いカルーザハッチー川やマトラシェイ海峡を通じてメキシコ湾に行くことができる。公園レクリエーション局が3か所の船舶進水設備を運営している。メキシコ湾には小さな熱帯の島、鳥の生息地、スポーツフィッシングの猟場がある。
文化施設としては歴史博物館、アートスタジオ、ケープコーラル芸術同盟および地域の俳優の本拠地として機能する187席のカルチュラルパーク劇場がある。さらにバーバラ・B・マン芸能ホールなど地域には幾つかの芸術芸能会場がある。
幾つかの公園や生態系保護区では野生生物を観察できる。フォーマイルコーブ生態系保護区のマングローブ林には高架自然道が備えられている。
マイク・グリーンウェルが1992年2月に、アミューズメントパークの「マイク・グリーンウェルのバット・ア・ボール・アンド・ファミリー・ファンパーク」をオープンした。

## 植物相と動物相

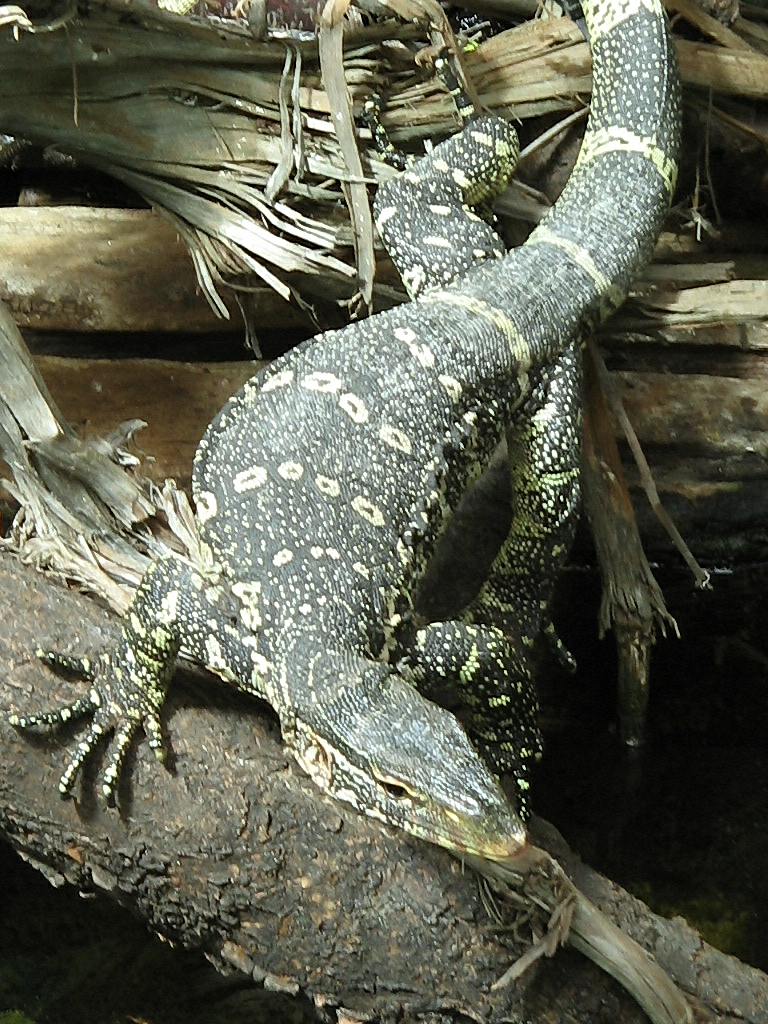
ナイルオオトカゲ

ケープコーラル地域では、水鳥、渉禽類、渡りの鳴禽類、アナホリゴファーガメ、イルカおよび爬虫類が見られる。ロータリー公園では、渉禽類、猛禽類、蝶々、キツネなどの野生動物がいる。ケネディ湖の木製道からは異国情緒のある鳥類や在来種の魚類を観察でき、シレニア・ビスタ公園では西インド・マナティーを見ることができる。アナフクロウの生息数では州内最大である。

### 外来種
外来種は3種ある。グリーンイグアナとトゲオイグアナ、および2009年に見つかった頂点捕食者のナイルオオトカゲである。イグアナはフロリダ州南部全体で見つかっており、特に脅威は無い。しかしナイル・モニターは体長7ないし2.1 - 2.7 mと大きく、歩行や水中の速度も速く、魚、鳥、犬や猫など広い範囲の鳥獣を食する。市内に多くの水路があることで捕獲を難しくしており、通行路の確保も容易である。

## 行事
- 市内では毎年「レッド・ホワイト・アンド・ブーム！！」と呼ばれる独立記念日の花火大会が開催されている。これは市内の単一日開催の行事として最大であり、フロリダ州南西部でも独立記念日の行事として大きなものになっている。この行事はケープコーラル商工会議所が主催している[23]。
- 1985年以来、ジャーマン・アメリカン・クラブが毎年オクトーバーフェストを開催している。これはドイツで行われていた様式を取り入れたものである。平均して3万人の観客を呼んでいる[24]。
- ケープコーラル芸術祭は毎年1月の第2週末に開催されている。ケープコーラル・パークウェイで開催され、10万人以上の観客が訪れている[25]。国内の300人近い芸術家や工芸家が通りに集まり、フロリダ州南西部でも最大級で観衆の多い芸術祭になっている。

## 著名な住人
- エコー・チェルニーク - イラストレーター
- バンド、ツィステッド・メソッドのメンバー、ケープコーラルで育ち、バンドを結成した
- アンジェラ・ワトソン - 女優
- ビル・カニンガム - ラジオのトークショー・ホスト
- グレッグ・スパイアーズ - NFLアメリカンフットボール選手
- パット・バーク - NBAバスケットボール選手
- アーネスト・グラハム - NFL選手、タンパベイ・バッカニアーズ
- レラ・スター - ポルノ女優、ケープコーラル生まれ
- ステーシー・カーター - プロレスラー
- セス・ペトルゼリ - 総合格闘家
- バンド、ゴッドスマックのメンバー、ケープコーラル在住
- ヒラリー・ヘミングウェイ - 著作家、プロデューサー、アーネスト・ヘミングウェイの姪
- マイク・グリーンウェル - 元MLBメジャーリーグベースボール選手、レクリエーションセンターのオーナー
- ジェイソン・スミス - カーリング・アメリカ代表の第3投手
- ネイト・アレン - NFL選手、フィラデルフィア・イーグルス